# Iso-Valkiainen
Iso-Valkiainen eller Valkiainen är en sjö i Finland. Den ligger i kommunen Lestijärvi i landskapet Mellersta Österbotten, i den centrala delen av landet, 400 km norr om huvudstaden Helsingfors. Iso-Valkiainen ligger 158 meter över havet. Arean är 38,8 hektar och strandlinjen är 3,01 kilometer lång. Sjön  ingår i Lesti å huvudavrinningsområde.   I omgivningarna runt Iso-Valkiainen växer i huvudsak blandskog.